# 宜兴市
31°22′34″N 119°49′05″E / 31.37611°N 119.81806°E
宜兴市，古称阳羡，荆溪，荆邑，为中国江苏省下辖县级市，现由无锡市代管。地处太湖西岸，苏浙皖三省交界处，沪、宁、杭地理中心；为中国历史文化名城。宜兴因盛产紫砂陶土，有中国“陶都”之称，其紫砂陶土制成的紫砂壺享誉中外（宜兴紫陶是中国地理标志产品）。全市总面积1996.6平方公里（含太湖面积242.29平方公里）。宜興市人民政府駐宜城街道陶都路8号。

## 历史沿革
宜兴古称荆邑，因境内有荆溪而得邑名。
秦始皇二十六年（前221年）置阳羡县，属会稽郡（治今苏州）。
汉高祖五年（前202年），阳羡县令尹灵常从征，历时七年，建立功勋。十二年（前195年），被封为阳羡侯，改称阳羡侯国。汉文帝十二年（前168年）仍改为阳羡县。属于会稽郡。
东汉永建四年（129年）属吴郡（治今苏州）。
三国孙吴宝鼎元年（266年），改属吴兴郡（治今湖州）。
西晋太安二年（303年）至永嘉四年（310年），阳羡周处长子周玘三兴义兵，晋朝为表彰其功，置义兴郡，属扬州（治今南京），下辖阳羡、国山、临津、永世、平陵、义乡六县，后增加绥安，合七县。
南北朝宋泰始四年（468年），义兴郡属南徐州（治今镇江）。
隋文帝开皇九年（589年），废义兴郡，国山、临津并入阳羡县，改称义兴县，属毗陵郡。
唐武德二年（619年），改义兴县为鹅州，下辖阳羡、临津二县。武德七年（624年），改鹅州名南兴州，次年复为义兴县。唐乾元二年（759年），义兴县一度改属润州（治今镇江），次年复属常州。
北宋太平兴国元年（976年），因避宋太宗赵光义讳，改名为宜兴县。南宋德祐二年（1276年），改为南兴军。
元至元十四年（1277年），仍改为宜兴县。
次年（1278年）升为宜兴府，属常州路。至元二十年（1283年）复为宜兴县，二十一年（1284年）又升为宜兴府。元元贞元年（1295年）降宜兴府为宜兴州，属常州路。元至正十八年十月戊寅（1358年11月13日）朱元璋更名建宁州，寻复名宜兴州。
明洪武二年（1369年）复为宜兴县，属常州府。
清初因袭明制。清雍正四年（1726年），析宜兴为宜兴、荊溪二县，同属常州。
宣统三年（1911年）宜兴、荆溪二县改属镇常通海道。
民國元年（1912年），撤销荆溪县，并入宜兴县。
1914年属于蘇常道。
1948年属江蘇省第一行政署察区。
1949年4月，宜兴属蘇南行政公署。
1949年6月属常州专区。
1953年属苏州专区。
1956年属镇江专区。
1983年3月，江苏省实行市管县新体制，宜兴县属无锡市。
1988年1月，國務院批准成立县级宜兴市。

## 地理

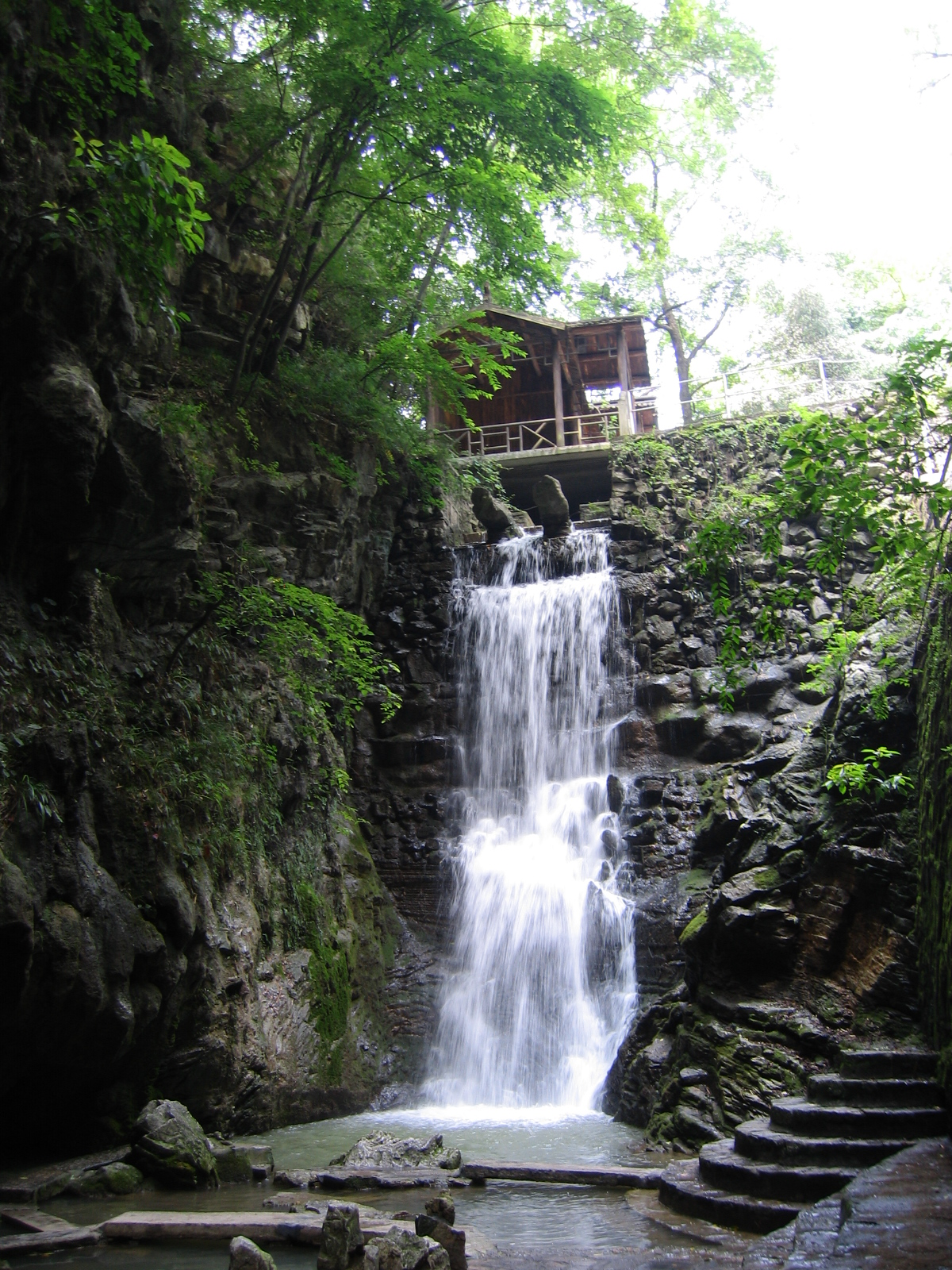
善卷洞

宜兴市位于江苏省南部，太湖西岸，江、浙、皖交界区，是沪宁杭地区三角中心。宜兴北纬31°07'～31°37'，东经119°31'～120°03'。东为太湖，隔太湖与苏州相望，西北隔太湖与无锡相近，在陸地上却並沒有與無錫市其他行政區相連，是无锡市行政区划中的一块飞地（目前伴随宜马隧道，苏锡常南部通道的建成通车以及即将建设的锡宜S2号线，无锡与宜兴之间不连接即将成为历史），南邻浙江长兴，西南界安徽广德，西接溧阳，西北毗连金坛，北与常州相傍。北面滆湖镶嵌，荆溪、西氿、团氿、东氿似珍珠项链贯穿市域东西。2010年底全市总面积1996.6平方千米（其中太湖水面242.29平方千米），有三山、二水、五分田之说；宜兴地势南高北低，南部为低山丘陵，最高峰黄塔顶611.5米，为苏南第一峰；东部为太湖渎区，适宜种植各种蔬菜；北部和西部分别为平原区和低洼圩区，是宜兴粮油主要产地。宜兴年平均气温16.3℃，气候宜人，年降水量1391.3毫米。
宜兴市的面积在江苏省占第15位，总面积1996.6平方公里（含太湖面积242.29平方公里），城市建成区面积66.3平方公里（至2012年4月，已除山体、氿河水体等）。

### 山峰
宜兴有大小山峰1000多座，其中21座海拔高于500米：黄塔顶（又名：葡萄岭）611.5米、大毛山596米、小岭584米、茗岭（又名：长岗岭）562米、中岭561.5米、大塔山（又名：箬岭、月岭）555.2米、月岭东北峰542米、太华山（又名：方岩山）541.5米、黄龙头536米、白石岭530米、老虎洞524米、西山头522.4米、三洲山（此山为江苏、浙江、安徽三省的分界山）522米、铜官山（又名：君山）521米、震乾山518.8米、东山头518米、冒龙池517.8米、大尖峰517.7米、茅山岭515.3米、石塘里508米及毛顶头502米。此外有400—500米山峰39座，300—400米山峰66座。

### 水文
宜兴拥有大小河流3,699条，河流总长3,242公里，全市每平方公里河流密度为2.77公里。主要河流有荆溪、莲溪、章溪、厔溪、白云泾、画溪及南溪。
天然湖泊有太湖、滆湖、东氿、团氿、西氿、马公荡、都山荡、阳山荡、莲花荡、徐家大荡及摆布潭；人工湖泊有云湖、阳羡湖、东亭水库、七里亭水库、响山红水库、镜湖、鼎湖及明珠水库。

## 行政区划
宜兴市辖5个街道办事处，13个镇，3个国家级园区、1个省级园区，有213个行政村、97个社区居委。
宜城街道、屺亭街道、新庄街道、新街街道、芳桥街道、张渚镇、西渚镇、太华镇、徐舍镇、官林镇、杨巷镇、新建镇、和桥镇、高塍镇、万石镇、周铁镇、丁蜀镇、湖㳇镇、环科园和宜兴经济开发区。
- 其中新街街道、高塍镇由中国宜兴环保科技工业园管辖，屺亭街道、芳桥街道由中国宜兴经济技术开发区管辖，湖㳇镇与宜兴阳羡生态旅游度假区合置。

## 人口
宜兴人口在江苏省户籍第11位，常住人口第20位。
- 戶籍人口：108.33万人（2018年底）
- 常住人口：125.47万（2018年底）
- 城镇常住人口：62.13万人（至2018年底）
- 城市化率：65.21%（至2018年末）

根据第七次全国人口普查数据，截至2020年11月1日零时，宜兴市常住人口为128.57万人。

## 城市名片
十六字概括宜兴：陶都、洞天、竹海、茶洲、水城、佛地、书乡、文邦。

### 陶都
宜兴产陶瓷历史悠久，已有7000多年的制陶历史，紫砂陶更是名扬天下,宜兴是公认的中国陶都，宜兴紫砂、青瓷、均陶、精陶、彩陶，被誉为陶都的“五朵金花”。

### 洞天
宜兴山地占宜兴总面积的百分之三十，拥有大小山丘1000多座，其中很多山丘蕴藏着天然溶洞，已发现的溶洞有80多个，这在全国乃至全世界罕见。如：善卷洞、灵谷洞、张公洞、范蠡洞（慕尼洞）、西施洞、清风洞、海会洞、落户洞、朝天洞、仙人洞、老虎洞、凤凰洞、陈公洞、野猫洞、大老虎洞、小老虎洞、制水洞、风洞、蛇洞、克漏洞、唐家山洞、对门山上洞、对门山下洞、铜山洞、新发洞、耗猪洞、无底洞、螺丝洞、野猪洞、老鹰洞、桃花洞、响水洞、和尚洞、木犀洞、棋盘洞、白马洞、天窟洞、佛窟洞、老人洞、石来洞、乌泥洞、青龙洞、蚂蚁洞、长龙洞、金泉洞、飞云洞、甘泉洞、金牛洞、泉水洞、白鹤洞、三珠洞、天狗洞、君阳洞、三郎洞、天井洞、觉悟洞、金鸡洞、上昂洞、川埠洞等。

### 竹海
宜兴拥有十八万亩毛竹，占江苏省毛竹面积的百分之九十，也是华东地区最大竹海，分湖滏、茗岭、太华三大竹海。

### 茶洲
宜兴阳羡茶自唐朝实行贡茶制度起就被定为贡茶，是中国最早的贡茶，被喻为中国第一贡茶。宜兴至今有数万亩茶园，是江苏产茶第一大市。是国家14个中国名茶之乡之一，也是江苏唯一获此殊荣的城市。

### 水城
宜兴拥有太湖、滆湖、三氿、五荡等30多个天然湖泊，同时拥有20个大小不等的人工水库，湖泊面积占宜兴总面积的百分之二十。宜兴河流分4大水系，拥有大小河流3699条，河流总长3242公里，全市每平方公里河流密度为2.77公里。湖泊、水库以及河流总面积为575平方公里。宜兴是个典型的江南水乡，整个宜兴城就在湖泊拥抱之中，是著名的东方水城。

### 佛地
宜兴自南北朝起就是中国佛教圣地，是著名的江南佛地，至今仍然保存大量寺庙（约50座），这在全国少见。宜兴现存寺庙有佛光祖庭大觉寺、圆通寺、澄光寺、九峰寺、从善寺、雪蓑寺、福源寺（烟山）、司徒寺、临津寺、永安寺、荆溪寺、承福寺、化城寺、万福寺、东城寺、保安寺、黄土寺、福胜寺、慧林寺、武烈寺、福善寺、显圣寺、静云寺、福源寺（大潮山）、崇恩寺、洞灵观、潮音寺（芳桥）、灵山殿、南岳寺、金沙寺、芙蓉寺、善卷寺、海会寺、寂照寺、澄光寺、潮音寺（大浦）、洞灵观、静乐寺、显圣寺、朝阳寺、大芦寺、国治庵、城隍庙（张渚）、城隍庙（周铁）及周王庙等。

### 书乡
宜兴与江西省临川、湖北的蕲春并称为中国三大才子之乡。宜兴读书风气盛行，宜兴出了大量院士、教授、专家、学者、大学校长。

### 文邦
宜兴是中国历史文化名城，是中国书画之乡，文化底蕴深厚、文物数量巨大、遗址总多、遗存丰富、并拥有梁祝等多种非物质遗产。宜兴每年举办大大小小数百场书画展览。有墨不过宜兴不香之说！全国很多画家以能到宜兴举办画展为荣。此外宜兴拥有华东地区古文物鉴定中心。

## 经济
宜兴经济较为发达，其综合实力与竞争力历年都位列中国百强县#县域经济论坛评价前十。宜兴盛产紫砂陶，以丁蜀镇为中心的制陶工业，历史悠久，有“陶都”的美誉。目前除了陶瓷业，电缆产业，环保产业等在国内占有重要地位。宜兴的土壤肥沃，利于植物生长，农作物一年内可以二熟或者三熟，主产水稻、小麦、蚕茧，宜兴盛产茶叶，是农业部命名的十四个中国名茶之乡之一，所产阳羡茶自西晋起就是中国名茶，被茶圣陆羽“芬芳冠世产”，列为贡茶，被喻为中国第一贡茶；此外盛产毛竹，宜兴大竹海是华东最大的竹海。宜兴零售业发达，每年的销售总额在江苏县市前三名，大型现代化商业圈覆盖全市，诸如：新天地购物区；蛟桥河步行街；氿滨国际中心购物区；现代生活广场第六代大型购物中心;万达广场；宜兴八佰伴购物中心；大润发；金三角金属城；中国陶瓷城；宜兴拥有华东最大的石材市场——华东石材市场；投资15亿，占地25万平方米，建筑面积约45万平方米宜兴红星美凯龙国际家居生活广场已经开张迎客；投资35亿占地200亩的宜兴万达广场2013年5月1日开张。投资10个亿的五洲国际也正在建设之中。
2022年，宜兴市实现地区生产总值2236.72亿元，按可比价格计算，比2021年增长3.2%。分产业看，第一产业增加值56.1亿元，增长1.8%；第二产业增加值1176.9亿元，增长4%；第三产业增加值1003.72亿元，增长2.3%。
2022年，宜兴市一般公共预算收入131.72亿元，扣除留抵退税因素后比2021年增长0.5%。全年一般公共预算支出188.88亿元，比2021年增长0.3%。
2022年，宜兴市固定资产投资完成604.69亿元，比2021年增长10.9%。分产业看，第一产业投资0.2亿元，比2021年下降72.1%；第二产业投资296.42亿元，比2021年增长9.5%；第三产业投资308.07亿元，比2021年增长12.4%。
2022年，宜兴市全体居民人均可支配收入5.84万元，比2021年增长4.6%。按常住地分，城镇居民人均可支配收入6.92万元，比2021年增长4%；农村居民人均可支配收入3.81万元，比2021年增长5.9%。全体居民人均生活消费支出3.62万元，比2021年增长4%。按常住地分，城镇居民人均生活消费支出4.15万元，增长3%；农村居民人均生活消费支出2.62万元，增长6.6%。

## 交通

### 公路
- 长深（宁杭）高速公路（长春——深圳）：2001年6月开工，2004年8月建成，9月通车，宜兴段长48.16公里，双向6车道；
- 沪宜高速公路，（上海——宜兴），2000年开工，2003年8月通车，宜兴段长30.7公里，双向4车道。
- 宜杭高速公路，（宜兴——杭州），2017年9月28日开工，2021年1月20日通车，宜兴段长18.25公里，双向6车道。
- 江宜高速公路，（江都——宜兴），2017年12月30日开工，2020年12月28日通车，宜兴段长3.938公里，双向6车道。

- 104国道：旧称京杭国道，解放后称宁杭公路，宜兴段于民国十八年（1929年）4月开建，10月完成路基建设，为宜兴的第一条公路。
- 342省道：旧时称为沪宜公路，由上海经嘉定、太仓、常熟、无锡至宜兴城，宜兴段于民国十九年（1930年）12月开建，二十三年（1934年）3月10日举行通车典礼。
- 262省道：宜兴段有滆湖东路、环保大道等组成
- 263省道：即常州厚桥至宜兴张渚公路
- 230省道：即渎边公路
- 240省道：即宜金公路
- 360省道：即丁山——张渚——戴埠——高淳公路
- 341省道：即周扬公路
- 342省道（宜徽公路）：宜兴至安徽徽州的公路。宜兴段又称宜广公路，现是江苏省道S342的一部分。安徽段即安徽省道 215省道。

### 铁路
- 新长铁路（货运线路）：宜兴境内长54公里，1998年11月开工，2003年9月正式投运；
- 宁杭高铁（客运专线）：2008年12月28日铁道部、江苏省、浙江省、上海铁路局联合在宜兴站工地举行开工典礼，于2013年7月1日建成通车，最高时速350公里，宁杭高铁的开通改变了宜兴无客运列车的历史，从宜兴高铁站乘车可以直达：上海、南京、杭州、北京、天津、沈阳、济南、青岛、徐州、武汉、宜昌、重庆、成都、合肥、郑州、宁波、温州、厦门、福州、深圳、南宁、长沙、南昌等数十个城市；
- 宁杭客运专线：宜兴站；
- 盐泰锡常宜城际铁路建设中（盐城—泰州—无锡—宜兴城际）。

### 轨道交通
- 锡宜城际轨道交通建设中（设计最高时速160公里，计划于2029年通车）

### 水运
境内共有航道76条，总里程576.76公里，锡溧漕河、芜申运河、锡滏线、锡宜线、橫塘河、殷村港、漕橋河、社瀆河、官瀆港、洑溪河、東氿、西氿、團氿、荆溪和大浦港是境内主要航道。
宜兴港多用途码头，年设计吞吐能力为2．9万标箱、23万吨件杂货，是江苏省第一个水陆同一点的二类口岸。

### 航空
市中心距离：苏南硕放国际机场95公里，南京禄口国际机场108公里，杭州萧山国际机场180公里，上海虹桥国际机场190公里（全高速），上海浦东机场242公里（全高速）。
宜兴市建设宜兴通用机场，该机场将成为宜兴市第一座商务客机专用机场。

## 文化
宜兴是文化部命名的中国书画之乡。2011年1月24日国务院批准宜兴市为中国历史文化名城。

## 旅游
宜兴南部是丘陵地区，多有溶洞，如善卷洞、灵谷洞、张公洞、慕蠡洞（牟尼洞）、西施洞、清风洞等，山上盛产毛竹、茶叶，更有大量古树名木。宜兴其它部分是水乡，拥有太湖、滆湖、云湖（云梦湖）、阳羡湖、团氿、西氿、东氿、钱墅荡、阳山荡、莲花荡、马公荡等总多湖泊。名胜古迹有周王（周處）廟、太平天国王府、东坡书院等。西南部国山上的国山碑是三国时遗物，为全国重点文物保护单位。据宜兴县志记载，梁祝传说发源于宜兴，至今古迹，旧址和史料都很完备。直至目前，宜兴共有国家AAAA旅游风景区八个：善卷洞风景区、竹海风景区、龙背山森林公园、团氿风景区、陶祖圣境风景区、张公洞风景区、云湖风景区和中国宜兴陶瓷博物馆（中国紫砂博物馆）。此外宜兴至今保存有大量寺庙（50处左右），为国内罕见，也是旅游好去处。

## 飲食與物产

### 饮食
宜興菜系屬于蘇菜，味道清淡鲜美，与苏锡菜偏甜不同，独具风味。此外宜兴地方节日有：农历四月初八乌饭节，夏至馄饨节、农历六月十九馒头节，农历十二月二十八团子节。
土特产品有宜兴陶瓷、阳羡茶、荆溪雪芹、宜兴百合、洋溪萝卜、徐舍小酥糖、板栗、杨梅、桔子、桃子、枣子、和桥豆腐乾、高塍豬婆肉、太湖三鮮、南山野猪、滆湖野鸭、芳庄羊肉。
荆溪雪芹又称荆溪白芹，产于太湖荆溪流域的江苏宜兴、溧阳地区，其茎晶莹光亮、洁白如雪，因而得名雪芹。它与水芹、药芹、旱芹都不同，为芹中上品。荆溪雪芹叶清、其茎雪白如玉、富含水分，口感甘脆、清香。其茎、叶中富含多种维生素和无机盐。荆溪雪芹可以荤炒、素炒和凉拌食用。具有清热、解毒、降血压、降血脂等药用功效。

### 矿产资源
矿产资源包括：陶土预测总量10亿吨，分布于丁蜀、太华、茗岭、湖滏等地；煤分布於洑东、太华、红塔；石灰岩预测总量为15亿吨；大理石储量5000万立方米；石英砂岩儲量18亿吨；砂岩储量18亿吨；白云石；粉砂页岩；煤矸石储量1000万吨；太湖石；泥炭；瓷土储量400万吨；花岗岩储量21.87立方米；阳羡玉等。

### 动植物
野生动物有野生动物200余种，比如鹿、豹、穿山甲、野猪、扬子鳄等。宜兴有植物175科、559属、1230种。珍稀植物有金钱松（国家二级珍稀植物）、银缕梅（国家一级珍稀植物）、楠、天目玉兰、青冈、土叶树及茶、竹等。中药材有杜仲、太子参、明党参、黄精、半边莲、车前草、马齿笕等。

## 教育

### 大學
江南大学东氿校区、无锡工艺职业技术学院（前身宜兴陶都工业大学）、宜兴徐悲鸿艺术学院、宜兴技师学院、宜兴开放大学（前身江苏广播电视大学宜兴学院）、江苏教育学院宜兴学院、宜兴工程学院（与湖北理工学院合办），五、六十年曾有宜兴农林学院（本科，今句容江苏农林职业技术学院前身）、陶都工业大学（1958年创办，即今无锡工艺职业技术学院前身），七十年代曾有江苏旅游专科学校（是我国第一所旅游高等学校，后迁南京，即今南京旅游职业学院前身）

### 中學
完全中學和高級中學有江蘇省宜興中學、江蘇省宜興市第一中學、徐舍中学、江蘇省丁蜀高級中學、江蘇省和橋高級中學、江蘇省張渚高級中學、官林高級中學、陽羡高級中學、銅峰高級中學、東山高級中學（现改为二中）、周铁中學。
中級職業學校、技校有宜兴教师进修学校、丁蜀職業高級中學、和橋職業高級中學、宜兴职业教育中心校、宜兴卫校、无锡江南聚源职业技术学校及张渚职业高级中学。初級中學有宜兴市实验中学、宜城中學、培源中學、洋溪中學、新芳中學、官林二中及宜興外國語學校。

### 宜兴历代书院
- 东坡书院 位于丁蜀镇，明弘治十四年（1501年），南京工部侍郎沈晖重建苏轼祠，并题写“东坡书院”匾额。书院一直延续至清代。民国时改为“东坡小学”，至后小学迁出，原址“东坡书院”现为江苏省文物保护单位。中国会计之父、今上海立信会计学院的创始人潘序伦，曾就读于该书院。
- 崇儒书院 位于宜城，原为“三贤祠”，明万历二十七至三十二年（1599-1604年）建。因兴建该祠为了“景贤崇儒”，所以改名“崇儒书院”。明末改办义塾。清代光绪三十四年（1908年），改为南二社初等小学堂。民国元年（1912年）又改为城厢市第二初等小学校。民国十四年（1925年）停办。
- 明道书院 位于宜城，明万历三十二年至三十六年（1604-1608年）间创办。天启五年（1625年）该院因与东林党有关被废。
- 阳羡书院 清代乾隆四十六年（1781年）建，初名为“蜀山书院”，乾隆六十年（1795年）改名为“阳羡书院”。嘉庆七年（1802年）复称蜀山书院。道光二十年（1840年）复名阳羡书院，咸丰年间被毁。光绪六年（1880年）重建阳羡书院。至光绪三十二年（1906年），改办为“经正学堂”。
- 临津书院 位于徐舍镇，清道光二十七年（1847年）建，光绪三十三年（1907年），改办为临津高等小学堂（即今徐舍小学址）。
- 鹅西书院 位于杨巷镇，清同治十二年（1873年）建，民国二年（1913年），书院改为杨巷市立第一初等小学校（今杨巷小学）。
- 国山书院 位于张渚镇，清光绪五年（1879年）建，光绪七年（1881年）在书院中建桃溪三贤祠。民国元年（1912年），书院改为国山高等小学堂（今张渚小学前身）。
- 鹅山书院 位于和桥镇，清光绪六年（1880年）建，光绪三十二年（1906年），书院改为鹅山高等小学堂。
- 竺西书院 位于周铁镇，清光绪六年（1880年）建，光绪二十九年（1903年），书院改为竺西高等小学堂（即今周铁小学前身）。
- 滆南书院 位于高塍镇，清代光绪元年（1875年）在滆南书社基础上兴建，光绪十年（1884年）落成。光绪三十二年（1906年），改为滆南高等小学堂（即今高塍小学前身）。
- 凌霞书院 位于官林镇，光绪二十七年（1901年），以冲寂观为基础创建书院。宣统元年（1909年）官林初、高两等小学堂从宗家祠迁到这里。民国二年（1913年），改为县立第三高等小学校（即今官林小学前身）。
- 宜荆试院 位于宜城，清代光绪十八年（1892年），以原通真观巷的阳羡书院旧址兴建“宜荆试院”。光绪二十九年（1903年）改为宜荆经史学堂。光绪三十二年（1906年），又改为知新学堂，开办宜荆师范传习所。民国成立后，该院先后成为公立敦本小学、公立宜兴中学、私立精一初级中学的校舍。民国二十八（1939年），在此开办县立模范小学。翌年改为实验小学（后并入文庙小学）。

## 地方人物
宜兴自古人才辈出，与湖北蕲春、江西临川一起被公认为「中国三大才子之乡」。从古到今，宜兴走出了4位状元，10位宰相，385位进士，32位两院院士，60多位大学校长，8000多位教授、副教授，又被称作“中国院士第一县”、“教授之乡”。徐悲鸿、虞兆中、潘汉年、潘梓年、史绍熙、蒋南翔、储安平、路见可、徐铸成、周培源、胡焕庸、吴冠中等等知名人士都是在此地出生和成长。

### 宜兴状元
- 佘中：宋代人，宜兴历史上第一个状元。
- 蒋重珍：生于1183年，祖籍宜兴。
- 周延儒：明代人，崇祯帝时期曾任内阁首辅。
- 陈于泰：明代人，今高塍镇亳村人。

### 宜兴籍院士
- 潘菽（1897—1988）：宜兴归径人，1955年当选为中国科学院学部委员。
- 周培源（1902—1993）：宜兴芳桥人，1955年当选为中国科学院学部委员。
- 唐敖庆（1915—2008）：和桥人，1955年当选为中国科学院学部委员。
- 潘梓年（1893—1972）：宜兴归径人，1955年当选为中国科学院哲学社会科学部学部委员。
- 吴浩青（1914—2010）：宜兴周墅人，1980年当选为中国科学院学部委员。
- 史绍熙（1916—2000）：宜兴官林人，1980年当选为中国科学院学部委员。
- 朱洪元（1917—1992）：宜兴宜城人，1980年当选为中国科学院学部委员。
- 朱既明（1917—1998）：宜兴宜城人，1980年当选为中国科学院学部委员。
- 章综（1929年生）：宜兴宜城人，1980年当选为中国科学院学部委员。
- 程镕时（1927年生）：宜兴和桥人，1991年当选为中国科学院学部委员。
- 周镜（1925年生）：宜兴宜城人，1994年当选为中国工程院院士。
- 高鼎三（1914—2002）：宜兴丁蜀人，1995年当选为工程院院士。
- 沙庆林（1930年生）：宜兴周铁人，1995年当选为中国工程院院士。
- 薛鸣球（1930—2013）：宜兴丰义人，1995年当选为中国工程院院士。
- 程天民（1927年生）：宜兴周铁人，1996年当选中国工程院院士。
- 陈太一（1921—2004）：宜兴宜城人，1997年当选为中国工程院院士。
- 唐西生（1938年生）：宜兴和桥人，1997年当选为中国工程院院士。
- 吴中如（1939年生）：宜兴大塍人，1997年当选为中国工程院院士。
- 陈国良（1934—2011）：宜兴宜城人，1999年当选为中国工程院院士。
- 朱邦芬（1948年生）：宜兴宜城人，2003年当选为中国科学院院士。
- 黄瑞松（1938年生）：宜兴南新人，2003年当选为中国工程院院士。
- 褚君浩（1945年生）：宜兴屺亭人，2005年当选为中国科学院院士。
- 吴岳良（1962年生）：宜兴太华人，2007年当选为中国科学院院士。
- 陈志南（1952年生）：宜兴南漕人，2007年当选为中国工程院院士。
- 任南琪（1959年生）：宜兴丁蜀人，2009年当选为中国工程院院士。
- 丁荣军（1961年生）：宜兴邮堂人，2011年当选为中国工程院院士。
- 朱蓓薇（1957年生）：宜兴红塔人，2013年当选为中国工程院院士。
- 张旭（1961年生）：宜兴高塍人，2015年当选为中国科学院院士。
- 蒋华良（1965年生）：宜兴杨巷人，2017年当选为中国科学院院士。
- 唐立（1965年生）：宜兴和桥人，2017年当选中国工程院院士。
- 谈哲敏（1965年生）：宜兴宜城人，2021年当选中国科学院院士。
- 朱彤（1962年生）：宜兴宜城人。2021年当选中国科学院院士。

## 友好城市
- 斯洛維尼亞·新梅斯托市：缔结于1995年11月9日[7]
- ·闻庆市：缔结于2010年3月30日
- 美国·海威市：缔结于2015年10月19日